# ミラノ-リンビアーテ線
ミラノ-リンビアーテ線（ミラノ リンビアーテせん、イタリア語: Tranvia Milano-Limbiate）は、かつてイタリアに存在した都市間路面電車（インターアーバン）の路線。ミラノとリンビアーテを結んでいたが、1990年代以降は路線縮小が続き、2022年から長期に渡って運休している。

## 歴史
ミラノとリンビアーテを結んだ路面電車路線のうち、最初に開通したのは1882年、当時独立した自治体であったアッフォリとミラノを結ぶ区間であった。当初この路線は馬車鉄道として運行され、ミラノ市内の馬車鉄道と共に乗合馬車株式会社（Società Anonima degli Omnibus、SAO）が管理していた。その後、ミラノに本社を置くエジソン社（Edison）により、この都市間路線の電化が提言され、工事を経て1900年9月から電車の運行が開始された。そして、同年には路線の運営権もエジソン社へ移管されている。
エジソン社はこの路線の延伸計画を進め、1915年にはヴァレード（Varedo）までの区間が開通し、1919年からはリンビアーテ（Limbiate）へ向かう区間の建設が開始された。一方、同年にミラノ - ヴァレード間を含んだエジソン社の都市間路面電車路線の一部がロンバルディア電気牽引会社（Società Trazione Elettrica Lombarda、STEL）の管理下へ移管され、1920年に開通したリンビアーテまでの区間の建設も同社が実施する事となった。以降、同社は新型車両の導入に加え、線路の大半を道路から分離するなど、路線の近代化を進めた他、1932年にはアッフォリから分岐しミラノのブルッツァーノ地区へ向かう支線が開通した。そして1939年、STELが所有していた都市間路線の運営権はミラノ市路面電車事務局（現：ミラノ市交通会社、ATM）へ移管され、ミラノ-リンビアーテ線を含む路線は公営化された。
第二次世界大戦を経た1950年代にはリンビアーテ方面への高規格路面電車路線（ブリアンツァ急行線）の計画が立ち上がり、一部区間の移設も含めた大規模な工事が検討されたものの、財政面を始めとした様々な要因で実現される事は無かった。車両についても新造車両の導入は止まり、地下鉄（ミラノ地下鉄）開通の影響もあり廃止が相次いだミラノ各地のインターアーバン路線からの転属車両が多数導入されるようになった。一方、アッフォリからブルッツァーノへ向かう支線については1961年にミラノ市内の路面電車（ミラノ市電）の路線網に組み込まれている。
やがて、ミラノとリンビアーテを結んでいたこの都市間路線についても地下鉄網の建設により縮小が始まり、1999年4月にM3線建設の影響でミラノ中心部の路線が廃止され、アッフォリ - リンビアーテ間の運行となった。更に2011年にM3線がコマジーナまで延伸した事により、都市間路線も地下鉄と接続するコマジーナ駅 - リンビアーテ間の運行となった。それに先立つ2006年には路線の近代化プロジェクトに向けた施設の大規模修繕に関する入札が実施されたものの、予算の面で入札企業は現れず、プロジェクトは中止された。

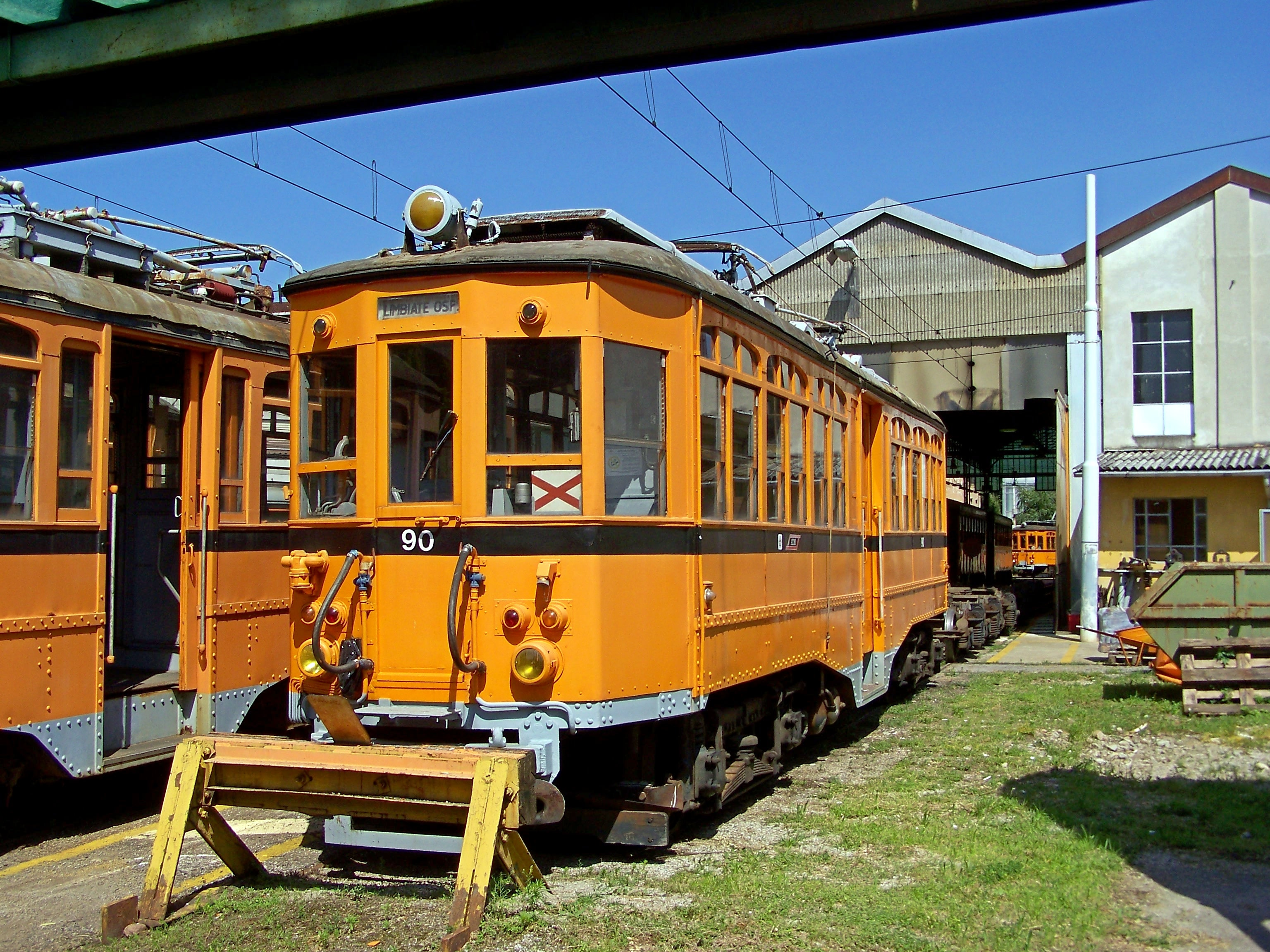
ヴァレードの車両基地に停車する旧型電車（2011年撮影）
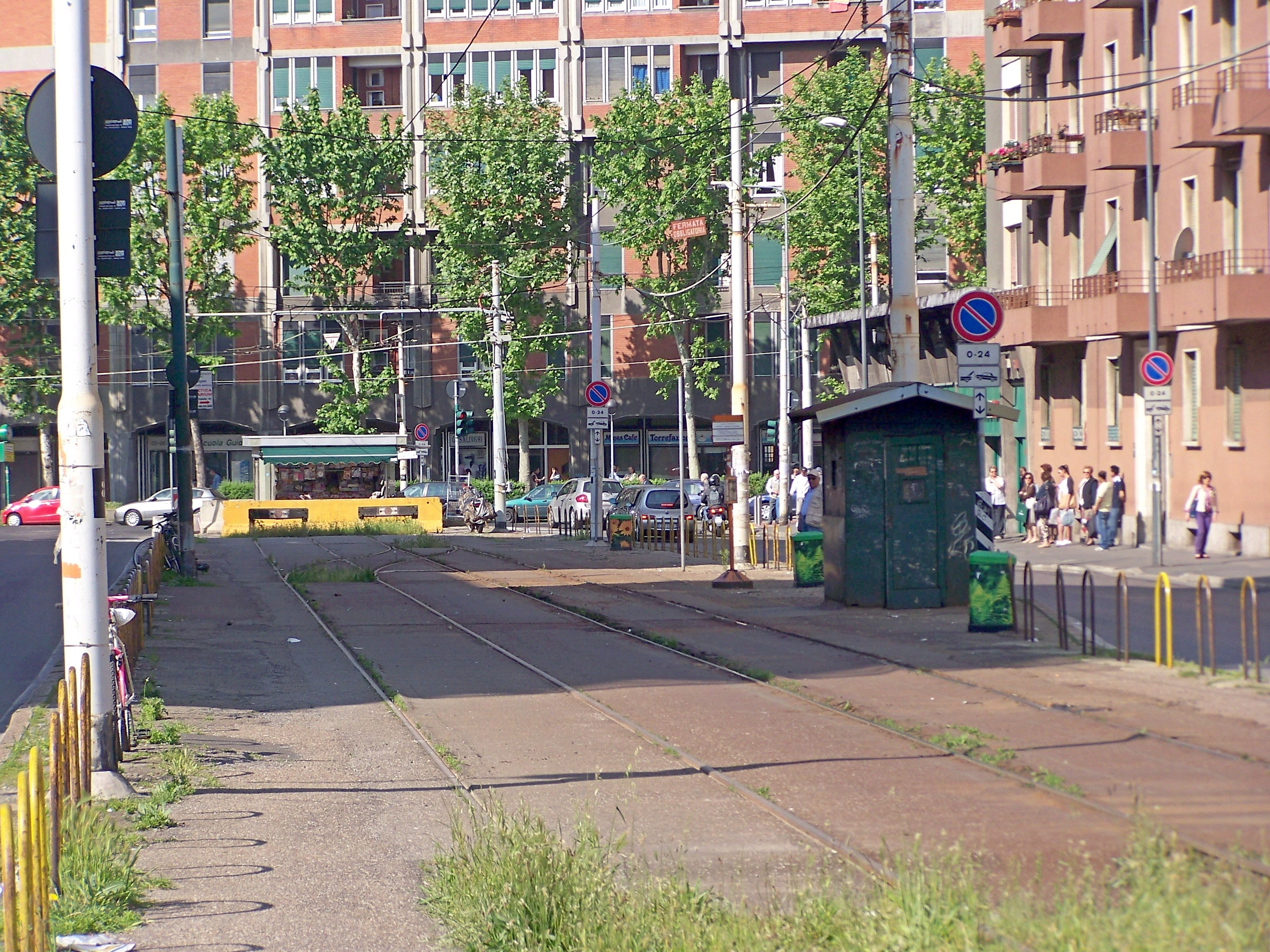
1999年から2011年まで終点だったアッフォリ駅（2010年撮影）

その後、2012年5月から10月にかけて、安全上の理由から長期に渡る運休による大規模な修繕工事が施工され、暫定的な営業運転の認可の期限が切れる2017年6月から9月にかけても同様に長期に渡る運休を伴う修繕が行われた。そして2022年、営業運転の認可の期限切れに加え、修繕に多額の予算が必要となるという理由から、同年9月30日以降、コマジーナ駅 - リンビアーテ間の都市間路面電車は運行を停止し、路線バスによる運行へと切り替えられた。
ただし、ミラノ市交通会社はこの路線の将来的な高規格化（ライトレール化）の計画を継続して行っており、2024年2月には公共事業・運輸省による高規格化計画に向けた資金投入が採択されている。また、車両面についても、ミラノ市電向けに導入が進む新型車両（7700形「トラムリンク」）のうち一部車両は将来的にミラノ - リンビアーテ間を含む都市間系統への導入を想定した構造となっている。